# Depozit (cod sursă)
În sisteme de control al reviziilor, un depozit este o structură de date care depozitează metadate pentru un set de fișiere sau structuri de directoare.